# Вільнянський Ліцей "Успіх"

Вільнянський Ліцей «Успіх» (2025 р.). Колишня Вільнянська ЗОШ № 3

Вільнянська ЗОШ № 3. Традиційні зустрічі випускників біля школи. липень 2007 р.

Вільнянський Ліцей "Успіх" (Вільнянська ЗОШ № 3) — загальноосвітня школа в м. Вільнянськ, Запорізька область.

## Історія
Вільнянська ЗОШ № 3 працює з 1961 року. Спершу мала 450 учнів, вчительський склад 30 вчителів. Перший директор — Леонід Власович Хмара. У 1963 році чисельність учнів та вчителів суттєво зросла — відповідно 1076 та 60. Навчання тоді йшло у 2,5 зміни — з 8.00 ранку до 20.00 вечора.
У 1960-х роках силами батьків, учнів і під керівництвом вчителя фізкультури Петра Миколайовича Щелкунова збудовано спортзал. У 1991 р. добудовано два нових корпуси школи.
У 2010 р. в школі навчається 577 дітей — це найбільша за кількістю учнів школа у Вільнянському районі.
За 47 років на чолі школи стояли директори: Леонід Власович Хмара, Іван Пилипович Лахно, Петро Володимирович Євпак, Марія Данилівна Панова, Валентина В'ячеславівна Барановська, Володимир Петрович Абельмас, Ірина Миколаївна Гринько.
У 2016 р. — Вільнянська загальноосвітня школа І-ІІІ ступенів № 3 Вільнянської районної ради Запорізької області має 658 учнів і 59 чол. персоналу.

## Відомі випускники школи
- Володимир Білецький — український вчений у галузі гірництва, громадсько-політичний діяч, доктор технічних наук, професор Донецького національного технічного університету
- Дмитро Кудрявцев — кандидат фізико-математичних наук, викладач Запорізької державної інженерної академії
- Свистун В. І. — професор сільськогосподарської академії.
- Щербань В. М. — артистка драматичного театру імені Заньковецької, м. Львів.